# Ігор Йовичевич
Ігор Йовичевич (хорв. Igor Jovićević; нар. 30 листопада 1973, Загреб, Югославія) — хорватський футболіст і тренер.
Вихованець футбольних академій «Динамо» (Загреб) і «Реал» (Мадрид). Виступав за команди: «Динамо» (Загреб, Хорватія), «Реал» (Мадрид, Іспанія), «Карпати» (Львів), «Йокогама Марінос» (Йокогама, Японія), «Гуарані» (Сан-Пауло, Бразилія), «Мец» (Мец, Франція), «Шеньянь Дунцзінь» (Шеньянь, Китай).
З 18 червня 2014 виконував обов'язки головного тренера львівських «Карпат», з 1 вересня 2015 по 31 грудня 2015 — головний тренер.

## Біографія
Ігор Йовичевич народився 30 листопада 1973 року у місті Загреб. З юного віку займався футболом у рідному місті; вихованець футбольної академії «Динамо» (Загреб), де і привернув увагу грандів світового футболу.

### Клубна кар'єра
Яскрава гра молодого півзахисника привернула увагу клубу «Реал Мадрид», до якого молодий Ігор перейшов у 1991 році. Спершу Йовичевич став лідером дубля іспанської команди, але через 5 років амбіції півзахисника стали більшими, ніж дубль «Реала», і він повернувся на Батьківщину, до клубу «Загреб». За хорватський клуб Ігор відіграв 3 роки й переїхав до Японії. У японському клубі Йокогама значних успіхів не здобув і, транзитом через Францію та Бразилію, опинився у Львові.
За «Карпати» Йовичевич дебютував 9 квітня 2003 року у Львові проти «Таврії» — 3:1. Останній матч за «Карпати» провів 9 листопада 2003 року в Києві проти «Арсеналу» — 3:2.
Свою кар'єру футболіст завершив у китайському клубі Зухай.

### Після завершення кар'єри
Одразу після завершення кар'єри Йовичевич повернувся до Хорватії. Потім мешкав у іспанській Марбельї, де займався бізнесом та тренував місцеву команду 12-річних футболістів. У 2010 році прийняв пропозицію стати трансфер-директором «Карпат».

### Тренерська кар'єра
Влітку 2012 року Йовичевич очолив молодіжну команду «Карпат» і зумів підняти рівень команди. Після двох провальних сезонів команда зуміла посісти 9 місце.
19 вересня 2013 року молодіжну команду «левів» очолив Андрій Купцов, а Йовичевич очолив юнацьку команду. Також йому були підпорядковані команди U-16 та U-17. З командою «Карпати» U-19 завоював бронзові нагороди першості України сезону-2013/2014.
18 червня 2014 року став виконувачем обов'язків головного тренера «Карпат» (до закінчення навчання на тренерських курсах та отримання «PRO»-ліцензії УЄФА). У березні 2015 року Йовичевич отримав тренерську ліцензію УЄФА категорії PRO, яка дозволила йому стати повноцінним головним тренером Карпат. Пробув на цій посаді з 1 вересня по 31 грудня 2015 року.
У жовтні 2016 року очолив словенський клуб «Цельє», підписавши контракт на 2 роки. Пішов з клубу у червні 2017-го.
У липні того року Йовичевич очолив другу команду загребського «Динамо». Через три роки Ігор Йовичевич став головним тренером першої команди «Динамо» Загреб.
З 2020 по 2022 очолював тренерський штаб клубу «Дніпро-1».
З 14 липня 2022 року до 1 липня 2023 року — головний тренер донецького «Шахтаря».
Надалі по сезону працював із командами «Ар-Раїд» та «Лудогорець».

## Особисте життя
Одружений. Разом із дружиною Сніжаною (родом з чорногорського міста Цетинє) виховують двох синів, Маркоса та Філіпа, які навчались у СДЮШОР «Карпати».
Володіє українською мовою.

## Нагороди
- Медаль ПЦУ «За жертовність і любов до України»[17]

## Титули і досягнення
Тренер
- Чемпіон Хорватії (1):

«Динамо»: 2019-20
- Чемпіон України (1):

«Шахтар»: 2022-23
- Володар Суперкубка Болгарії (1):

«Лудогорець»: 2024
- Чемпіон Болгарії (1):

«Лудогорець»: 2024-25
- Володар Кубка Болгарії (1):

«Лудогорець»: 2024-25